# Norman Morrison
Pour les articles homonymes, voir Morrison.
Norman Morrison, né le 29 décembre 1933 à Érié et mort le 2 novembre 1965 à Washington,  est un quaker américain célèbre pour s'être immolé par le feu à l'âge de 31 ans afin de protester contre l'engagement américain dans la guerre du Vietnam. 
Diplômé de l'université de Wooster, il était marié à Ann Uyen avec laquelle il avait trois enfants, deux filles et un garçon.  
Le 2 novembre 1965, Morrison s'est inondé d'essence et s'est immolé par le feu en dessous des bureaux du Secrétaire de la Défense Robert McNamara au Pentagone. C'était probablement en écho au suicide du moine bouddhiste Thích Quảng Đức, qui s'était immolé à Saigon en 1963 pour contester la répression du gouvernement sud-vietnamien. 